# Blood, Sweat & Tears (együttes)

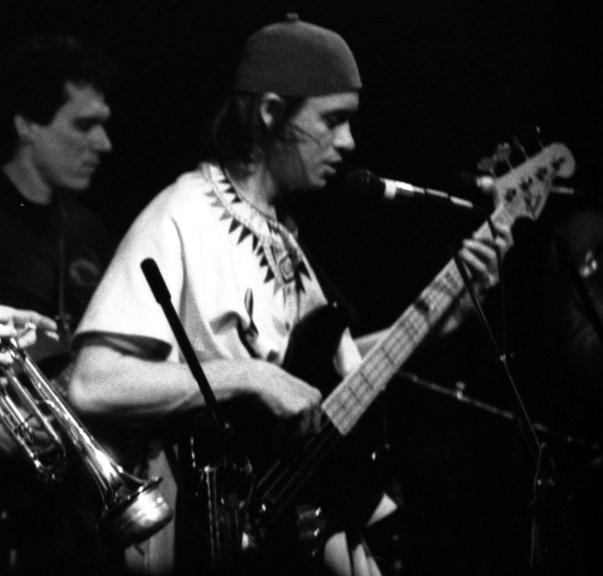
Jaco Pastorius (basszus) Jorma Kaukonennel (balra hátul) 1986-ban a Lone Starban (New York City)

Blood, Sweat & Tears (rövidítve BS&T) egy amerikai jazz-rock együttes, amely a 20. század utolsó harmadában tűnt fel. Az együttes eredetileg 1967-ben alakult meg New Yorkban. Nevét Winston Churchill 1940. májusi, Brightonban elmondott kampánynyitóbeszédének kulcsszavai adják („Nem ígérhetek mást, mint vért, izzadságot és könnyeket.”). Az együttes első korszaka az 1981-es szétválásig tartott, míg az 1984-ben újjáalakult együttes máig aktív.

## Stílusa
Zenéjének hangszerelése különösen nevezetes a fúvósok és a rockegyüttes hangszereinek kombinációjáról. Számos stílusban emlékezeteset alkotott a pop-rocktól a jazz-rockon át az R&B-ig és a pszichedelikus rockig.
Dalaik között szerepeltek Laura Nyro, James Taylor, The Band, a Rolling Stones, a Beatles és Billie Holiday számai, sőt Erik Satie zenéje is. Az együttes dalainak hangszerelésére Thelonious Monk és Szergej Prokofjev zenéje is hatott.
A jazz fusionnel szemben a Blood, Sweat & Tears jazz-rockot játszik, azaz nem a hangszeres játék egyéni virtuozitására, hanem inkább a különböző stílusok együttes ötvözésére teszi a hangsúlyt.

## Története
Az együttes eredetileg 1967-ben alakult meg New Yorkban, s 1969-ben már részt vett a legendás Woodstock-fesztiválon. Az első korszak az 1981-es szétválásig tartott, míg az 1984-ben újjáalakult együttes máig is aktív.

## Lemezkiadói
- Columbia Records
- ABC Records
- Rhino Records
- Sony Records
- Mobile Fidelity
- Wounded Bird

## Díjai, elismerései
- Grammy-díj az év albumáért (1970)

## Néhány nagy sikerű dal
- Spinning Wheel
- You've Made Me So Very Happy
- God Bless The Child
- And When I Die
- Smiling Phases
- Hi-De-Ho
- Lucretia Mac Evil
- Fire And Rain
- Something's Coming On
- Go down Gamblin'
- John The Baptist (Holy John)
- Lisa, Listen To Me
- So Long dixie
- Got to Get You Into My Life
- I Love You More Than Ever[2]

## Az eredeti nyolc tag
Al Kooper : billentyűsök, vokál (1967–1968)

Randy Brecker : trombita, szárnykürt (1967–1968)

Jerry Weiss : trombita, szárnykürt, háttérvokál (1967–1968)

Fred Lipsius : altszaxofon, billentyűsök (1967–1972)

Dick Halligan : billentyűsök, trombon, kürtök, fuvola, háttérvokál (1967–1972)

Steve Katz : gitár, harmonika, lant, mandolin, vokál (1967–1973, és vendég 2008–2010 között néhány előadáson)

Jim Fielder : basszus, gitár, háttérvokál (1967–1974)

Bobby Colomby : dobok, ütősök, háttérvokál (1967–1977)

## Korábbi tagjai
David Clayton-Thomas : vokál, gitár (1968–1972, 1974–1981, 1984–2004)

Lew Soloff : trombita, szárnykürt (1968–1974)

Chuck Winfield : trombita, szárnykürt, háttérvokál (1968–1973)

Jerry Hyman : trombon, recorder (1968–1970)

Dave Bargeron : trombon, tuba, kürtök, basszus, háttérvokál (1970–1978)

Bobby Doyle : vokál, zongora (1972)†

Joe Henderson : tenorszaxofon (1972)†

Lou Marini Jr. : tenor- és szopránszaxofon, fuvola (1972–1974)

Larry Willis : billentyűsök (1972–1978)

Georg Wadenius : gitár, vokál (1972–1975)

Jerry Fisher : vokál (1972–1974)

Tom Malone : trombon, trombita, szárnykürt, altszaxofon, basszus (1973)

John Madrid: trombita, szárnykürt (1973–1974)

Jerry LaCroix : vokál, altszaxofon, fuvola, harmonika (1974)†

Ron McClure : basszus (1974–1975, 1976)

Tony Klatka : trombita, kürtök (1974–1978)

Bill Tillman : altszaxofon, fuvola, klarinét, háttérvokál (1974–1977)†

Luther Kent : vokál (1974)

Joe Giorgianni : trombita, szárnykürt (1974–1975)

Jaco Pastorius : basszus (1975–1976)†

Steve Khan : gitár (1975) 

Mike Stern : gitár (1975–1977)

Keith Jones : basszus (1976)

Danny Trifan : basszus (1976–1977)

Forrest Buchtell : trombita (1975–1977)

Don Alias : ütősök (1975–1976)†

Roy McCurdy : dobok (1976–1977)

Jeff Richman : gitár (1976-ban helyettesítette Sternt)

Randy Bernsen : gitár (1977)

Barry Finnerty : gitár (1977–1978)

Neil Stubenhaus : basszus (1977–1978)

Gregory Herbert : szaxofon (1977–1978)†

Michael Lawrence : trombita (1977)†

Chris Albert : trombita (1977–1978) 

Bobby Economou : dobok (1977–1978, 1979–1981, 1994–1995) 

Kenny Marco : gitár (1979) 

David Piltch : basszus (1979–1980) 

Joe Sealy : billentyűsök (1979) 

Bruce Cassidy : trombita, szárnykürt (1979–1980) 

Earl Seymour : szaxofon, fuvola (1979–1981)†

Steve Kennedy : szaxofon, fuvola (1979) 

Sally Chappis : dobok (1979) 

Harvey Kogan : szaxofon, fuvola (1979) 

Jack Scarangella : dobok (1979) 

Vernon Dorge : szaxofon, fuvola, vuvuzela (1979–1981) 

Robert Piltch : gitár (1979–1980) 

Richard Martinez : billentyűsök (1979–1980) 

Wayne Pedzwiatr : basszus (1980–1981) 

Peter Harris : gitár (1980–1981) 

Lou Pomanti : billentyűsök (1980–1981) 

Mic Gillette : trombita (1980–1981) 

James Kidwell : gitár (1984–1985) 

Jeff Andrews : basszus (1984–1985) 

Taras Kovayl : billentyűsök (1984–1985) 

Tim Ouimette : trombita,kürtök (1984–1985) 

Mario Cruz : szaxofon, fuvola (1984–1985) 

Ricky Sebastian : dobok (1984–1985) 

Steve Guttman : trombita (1985–2005)

Dave Gellis : gitár (1985–1990, 1996, fill in – 1998, 2005– ) 

Ray Peterson : basszus (1985–1986) 

Scott Kreitzer : szaxofon, fuvola (1985–1986) 

Teddy Mulet : trombon (1985–1986), trombita (2005–2013) 

Barry Danielian : trombita (1985–1986, 2013-2014) 

Richard Sussman :billentyűsök (1985–1987) 

Randy Andos : trombon (1986) 

Tom Timko : szaxofon, fuvola (1986–1987, 1995, 1998–2001, 2005–2008, 2009–2010) 

Tom DeFaria : dobok (1985–1986) 

John Conte : basszus (1986–1987) 

Steve Conte : gitár (fill in – 1986) 

Jeff Gellis : basszus (1987–1990) 

Charley Gordon : trombon (1987, 1988–1994, 2001, 2013-2014)

Dave Panichi : trombon (1987–1988, 1997–1998) 

Glenn McClelland : billentyűsök (1987–1993, 1998, 2005–) 

David Riekenberg : szaxofon, fuvola (1987–1990, 1995–1998) 

Jerry Sokolov : trombita (1987–1994) 

Graham Hawthorne : dobok (1987–1988, 1989–1991) 

Van Romaine : dobok (1988–1989) 

Nick Saya : dobok (1991) 

Neil Capolongo : dobok (1991–1993) 

Peter Abbott : dobok (fill in – early 1990s) 

Wayne Schuster : szaxofon, fuvola (1990–1991) 

Larry DeBari : gitár, vokál (1990–1997)†

Gary Foote : basszus (1990–1994, 1996–2004, 2005–2012) 

Jack Bashcow : szaxofon, fuvola (1992) 

Tim Ries : szaxofon, fuvola (1992–1993, 1993–1995) 

Charlie Cole : szaxofon, fuvola (1993) 

Matt King : billentyűsök (1994–1998) 

Mike Mancini : billentyűsök (fill in – 1980s/1990s) 

Franck Amsallem : billentyűsök (fill in – mid-1990s) 

Henry Hey : billentyűsök (fill in – mid-1990s) 

Ted Kooshian : billentyűsök (fill in – mid-1990s) 

Cliff Korman: billentyűsök (fill in – mid-1990s) 

Mike DuClos : basszus (1994–1996) 

James "Hambone" Hamlin : basszus (fill in – 1995) 

Jonathan Peretz : dobok (1995–1997) 

Craig Johnson : trombita (1994–1998) 

Matt Milmerstadt : dobok (1995, 1998) 

Tom Guarna : gitár (1997–1998) 

Jon Owens : trombita (1998–2000) 

Charles Pillow : szaxofon, fuvola (fill in – 1998) 

Brian Delaney : dobok (1997–1998, 2001) 

Dave Stahl : trombita (fill in – 1995–1999) 

Winston Byrd : trombita (fill in – 1998) 

Dave Pietro : szaxofon, fuvola (fill in – 1998) 

Dale Kirkland : trombon (1995–1996, 1998, 1999–2001, 2002–2006, fill in – 2007) 

Pat Hallaran : trombon (1998–1999) 

James Fox : gitár (1998–2000) 

Dan Zank : billentyűsök (1998–2000) 

Zach Danziger : dobok (1998–2001) 

Joe Mosello : trombita (2000–2002) 

Gil Parris : gitár (2000) 

Gregg Sullivan : gitár (2000–2004) 

Phil Magallanes : billentyűsök (2000–2001) 

Uli Geissendoerfer: billentyűsök (fill in – early 2000s) 

Andrea Valentini : dobok (2001–2012)

Darcy Hepner : szaxofon, fuvola (1999 fill in, 2001–2004) 

John Samorian : billentyűsök (2001–2003) 

Nick Marchione : trombita (2002–2004) 

Eric Cortright : billentyűsök (2003–2004) 

Leo Huppert : basszus (2004) 

Steve Jankowski : trombita (2005–2013) 

Rob Paparozzi : vokál, harmonika (2005–2011) 

Scottie Wallace: vokál (Rob Paparozzival váltakozva – 2005–2006)

Thomas Connor : vokál (fill in – 2006 & 2007, 2012) 

Tommy Mitchell : vokál (Asian tour 2007) 

Jens Wendelboe : trombon (2006–2013) 

Chris Tedesco : trombita (fill in for Mulet – 2006–2007) 

Brian Steel : trombita (fill in for Mulet – 2008) 

Bill Churchville : szaxofon (fill in for Timko – 2008) 

Ken Gioffre : szaxofon (2010–) 

Jon Pruitt : billentyűsök (fill in for McClelland – 2010) 

Ralph Bowen : szaxofon (fill in for Gioffre – 2011) 

Dave Anderson : basszus (fill in for Foote – 2011, joined 2012–2013) 

Jason Paige : vokál (2011–2012) 

Raymond Andrews : triangulum (2013)

Bernard Purdie : dobok (fill-in for Valentini – Summer 2011) 

Joel Rosenblatt : dobok (2012–) 

David Aldo : vocals (2012–2013)

### Jelenlegi tagjai
- Dave Gellis : gitár
- Glenn McClelland : billentyűsök
- Jon Ossman : basszus
- Carl Fischer : trombita
- Trevor Neumann : trombita
- Michael Davis : trombon
- Ken Gioffre : szaxofon
- Joel Rosenblatt : dobok
- Bo Bice : vokál

## Diszkográfiája
Stúdióalbumok
| Év   | Album | Chart position US | Certifications           |
| ---- | --- | ----------------- | ------------------------ |
| 1968 | Child Is Father to the Man - Released: February 1968 - Label: Columbia Records - Producer: John Simon                                        | 47                | - US: Gold               |
| 1968 | Blood, Sweat & Tears - Released: December 1968 - Label: Columbia - Producer: James William Guercio - 1970 Grammy Award for Album of the Year | 1                 | - US: 4 x Multi-Platinum |
| 1970 | Blood, Sweat & Tears 3 - Released: September 1970 - Label: Columbia - Producer: Bobby Colomby and Roy Halee                                  | 1                 | - US: Gold               |
| 1971 | B, S & T 4 - Released: June 1971 - Label: Columbia - Producers: Don Heckman, Roy Halee and Bobby Colomby                                     | 10                | - US: Gold               |
| 1972 | New Blood - Released: October 1972 - Label: Columbia - Producer: Bobby Colomby                                                               | 32                |                          |
| 1973 | No Sweat - Released: August 1973 - Label: Columbia - Producer: Steve Tyrell                                                                  | 72                |                          |
| 1974 | Mirror Image - Released: July 1974 - Label: Columbia - Producer: Henry Cosby                                                                 | 149               |                          |
| 1975 | New City - Released: April 1975 - Label: Columbia - Producer: Jimmy Ienner                                                                   | 47                |                          |
| 1976 | More Than Ever - Released: July 1976 - Label: Columbia - Producer: Bob James                                                                 | 165               |                          |
| 1977 | Brand New Day - Released: November 1977 - Label: ABC - Producers: Bobby Colomby and Roy Halee                                                | 205               |                          |
| 1980 | Nuclear Blues - Released: March 1980 - Label: MCA LAX Records - Producer: Jerry Goldstein                                                    |                   |                          |

Live albums
| Year | Album | Chart position US | Certifications |
| ---- | --- | ----------------- | -------------- |
| 1976 | In Concert - Released: February 1976 - Label: Columbia - Producer: Bobby Colomby, Executive Producer: Jimmy Ienner                                 |                   |                |
| 1991 | Live And Improvised - Released: May 7, 1991 - [recorded 1975] - Label: Columbia - Producer: Bobby Colomby. Associate producer: Jimmy Ienner        |                   |                |
| 1995 | Live - Released: February 1995 - [recorded live at The Street Scene, Los Angeles, on October 12, 1980] - Label: Avenue - Producer: Jerry Goldstein |                   |                |

Compilation albums
| Year | Album | Chart position US | Certifications       |
| ---- | --- | ----------------- | -------------------- |
| 1972 | Greatest Hits - Released: February 1972 - Label: Columbia - Producer: Bobby Colomby, Executive Producer: Jimmy Ienner                               | 19                | - 2 x Multi-Platinum |
| 1990 | Found Treasures - Released: February 12, 1990 - Label: CBS - Compilation: Sony/Columbia                                                             |                   |                      |
| 1993 | The Collection - Released: September 16, 1993 - Label: Castle Communications UK - Compilation: Castle/Sony/Columbia                                 |                   |                      |
| 1995 | What Goes Up! The Best of Blood, Sweat & Tears - Released: November 7, 1995 - Label: Columbia - Compilation producer: Bob Irwin                     |                   |                      |
| 1995 | Definitive Collection (Blood, Sweat & Tears album) - Released: December 8, 1995 - Label: Columbia/Sony Music (Holland) - Compilation: Sony/Columbia |                   |                      |
| 1998 | Super Hits - Released: July 21, 1998 - Label: Columbia - Compilation: Sony/Columbia                                                                 |                   |                      |
| 2001 | You've made me so happy - Released: 2001 - Label: Columbia - Compilation: Sony Special Products                                                     |                   |                      |
| 2003 | The Collection - Released: 2003 - Label: Columbia - Compilation: Sony/Columbia                                                                      |                   |                      |
| 2009 | Blood, Sweat & Tears Original Album Classics - Released: March 30, 2009 - Label: Columbia - Compilation: Sony/Columbia                              |                   |                      |
| 2013 | Rare, Rarer & Rarest - Released: July 2, 2013 - Label: Wounded Bird Records - Compilation: Sony/Columbia                                            |                   |                      |
| 2014 | The Essential Blood, Sweat & Tears - Released: April 4, 2014 - Label: Columbia - Compilation: Sony/Columbia                                         |                   |                      |

Soundtracks
| Year | Album | Chart position US | Certifications |
| ---- | --- | ----------------- | -------------- |
| 1970 | The Owl and the Pussy Cat (Soundtrack) - Released: December 1970 - Label: Columbia - Producer: Thomas Z. Shepard | 186               |                |

Singles
| Month and year | Single (A-side, B-side)                                    | Peak chart positions | Peak chart positions | Peak chart positions | Peak chart positions | Album                      |
| Month and year | Single (A-side, B-side)                                    | US                   | AC                   | R&B                  | UK                   | Album                      |
| -------------- | ---------------------------------------------------------- | -------------------- | -------------------- | -------------------- | -------------------- | -------------------------- |
| May 1968       | "I Can't Quit Her" b/w "House In The Country"              | —                    | —                    | —                    | —                    | Child Is Father To The Man |
| March 1969     | "You've Made Me So Very Happy" b/w "Blues – Part II"       | 2                    | 18                   | 46                   | 35                   | Blood, Sweat & Tears       |
| May 1969       | "Spinning Wheel" b/w "More and More"                       | 2                    | 1                    | 45                   | —                    | Blood, Sweat & Tears       |
| August 1969    | "And When I Die" b/w "Sometimes In Winter"                 | 2                    | 4                    | —                    | —                    | Blood, Sweat & Tears       |
| August 1970    | "Hi-De-Ho" b/w "The Battle"                                | 14                   | 14                   | —                    | —                    | Blood, Sweat & Tears 3     |
| October 1970   | Lucretia Mac Evil b/w "Lucretia's Reprise"                 | 29                   | 39                   | —                    | —                    | Blood, Sweat & Tears 3     |
| July 1971      | "Go Down Gamblin'" b/w "Valentine's Day"                   | 32                   | —                    | —                    | —                    | B, S & T 4                 |
| October 1971   | "Lisa, Listen To Me" b/w "Cowboys and Indians"             | 73                   | 33                   | —                    | —                    | B, S & T 4                 |
| September 1972 | "So Long Dixie" b/w "Alone"                                | 44                   | —                    | —                    | —                    | New Blood                  |
| December 1972  | "I Can't Move No Mountains" b/w "Velvet"                   | 103                  | —                    | —                    | —                    | New Blood                  |
| September 1973 | "Roller Coaster" b/w "Inner Crisis"                        | —                    | —                    | —                    | —                    | No Sweat                   |
| November 1973  | "Save Our Ship" b/w "Song For John"                        | —                    | —                    | —                    | —                    | No Sweat                   |
| May 1974       | "Tell Me That I'm Wrong" b/w "Rock Reprise"                | 83                   | —                    | —                    | —                    | Mirror Image               |
| May 1975       | "Got To Get You Into My Life" b/w "Naked Man"              | 62                   | —                    | —                    | —                    | New City                   |
| September 1975 | "Yesterday's Music" b/w "No Show"                          | —                    | —                    | —                    | —                    | New City                   |
| September 1976 | "You're The One" b/w "Heavy Blue"                          | 106                  | 6                    | —                    | —                    | More Than Ever             |
| October 1977   | "Blue Street" b/w "Somebody I Trusted (Put Out The Light)" | —                    | —                    | —                    | —                    | Brand New Day              |
| March 1980     | "Nuclear Blues" b/w "Agitato"                              | —                    | —                    | —                    | —                    | Nuclear Blues              |